# التكنولوجيا في نيو جيرسي
مركز التكنولوجيا في نيوجيرسي((بالإنجليزية: Technology Centre of New Jersey)‏ هو حديقة علمية في شمال برونزويك تاونشيب، في نيو جيرسي، في الولايات المتحدة، انشأته هيئة التنمية الاقتصادية لنيوجيرسي كحاضنة أعمال عالية التقنية.
ويمكن أن تستوعب مرافق الأبحاث والمختبرات الفردية حتى 60.000 قدم مربع (5600 متر مربع)، كاملة مع غرف نظيفة ومختبرات رطبة.